# 1,2-Cyclopentandion
1,2-Cyclopentandion ist eine chemische Verbindung. Es ist neben dem 1,3-Cyclopentandion eines der beiden möglichen Cyclopentandione. Nach DFT-Rechnungen ist die Enol-Form 1–3 kcal/mol günstiger als die Diketo-Form. Dies konnte anhand der Kristallographie-Daten bestätigt werden. 1,2-Cyclopentandion ist strukturverwandt mit dem Aromastoff Cycloten.

## Gewinnung und Darstellung
1,2-Cyclopentandion wurde erstmals 1949 von Gerhard Hesse und Eva Bücking synthetisiert. Dazu bedienten sie sich der Dieckmann-Kondensation von Glutarsäureester mit Oxalestern unter Einwirkung von Natriumethanolat als Base. Dabei entsteht jedoch zunächst der entsprechende Cyclopenta-1,2-dion-3,5-dicarbonsäureester, der bereits 1894 von dem deutschen Chemiker Walter Dieckmann (1869–1925) beschrieben wurde und noch verseift und dann decarboxyliert werden muss.

## Eigenschaften
1,2-Cyclopentandion ist gegenüber Luft oxidationsempfindlich. Die Kristalle zerlaufen nach einiger Zeit und verfärben sich braun. Weiterhin führt es bei Hautkontakt nach einiger Zeit zu schwarzen Flecken, die nur langsam wieder verschwinden.